# Torben Karstens
Torben Karstens (* 28. März 1979 in Hamburg) ist ein deutscher Schauspieler und Model.

## Biografie
Torben Karstens entdeckte schon mit zehn Jahren seine Leidenschaft für das Schauspiel, als er in Antoine de Saint-Exupérys Der kleine Prinz erste Bühnenerfahrung sammelte.
Nach dem Abitur begann er international erfolgreich als Model zu arbeiten. Zu seinen Kunden gehören bis heute Hugo Boss, Armani, Calvin Klein, Dolce & Gabbana und viele weitere namhafte Designer. 
Er lebte und arbeitete in den folgenden Jahren in Paris, Mailand, Tokyo, Kapstadt, New York, uvm.
2003 entschied er sich nach New York zu ziehen und absolvierte dort seine Ausbildung für Schauspiel und Regie.
Schon während seiner Ausbildung spielte er am Off-Broadway Hauptrollen in Oliver Hayley s Fathers Day, Edward Albee s Zoo Story und Joanna Murray-Smith s Honour.
Seit 2007 lebt Karstens wieder in Deutschland, wo er am Ohnsorg-Theater an der Seite von Folker Bohnet erstmals Regie führte. 